# Стокпорт Каунті
Стокпорт Каунті — англійський футбольний клуб з Стокпорта, Великий Манчестер. Заснований 1883 року під назвою «Гітон Норіс Роверз». Свою сучасну назву клуб отримав 1890 року після створення округу Стокпорт. З 1902 року вони грають на Едглі Парк у традиційній біло-синій формі. Їх називають Капелюшниками у пам'ять про виробництво капелюхів у місті в минулому.

## Історія
«Стокпорт» увійшов до Футбольної ліги у 1900 році та безперервно провів у ній 106 сезонів поспіль з 1905 до 2011. Більшість часу клуб провів у нижчих дивізіонах, однак найбільш успішними виявилися 90-ті роки, коли команда цілих 5 сезонів відіграла у Чемпіоншипі. Однак нестабільність у грі призвела до вильоту команди з Другої ліги наприкінці сезону 2010–2011. Наступний сезон клуб розпочав у Конференції. На даний час стокпортцям належить рекорд з найтривалішого перебування у Футбольній лізі, пропвівши там 110 сезонів. Наприкінці сезону 2012—2013 Стокпорт вибув до Північної Конференції.

## Склад
Станом на 29 липня 2022 
| №  | Поз. | Нац.     | Гравець               |
| -- | ---- | -------- | --------------------- |
| 1  | ВР   | Англія   | Бен Гінчліфф          |
| 2  | ЗХ   | Уельс    | Маколей Саутгем-Гейлс |
| 3  | ЗХ   | Англія   | Марк Кітчінґ          |
| 4  | ПЗ   | Англія   | Акіл Райт             |
| 5  | ЗХ   | Англія   | Еш Палмер             |
| 6  | ЗХ   | Англія   | Фрейзер Горсфолл      |
| 7  | ПЗ   | Уельс    | Коннор Лемонгай-Еванс |
| 8  | ПЗ   | Англія   | Каллум Кемпс          |
| 9  | НП   | Ірландія | Падді Медден          |
| 10 | ПЗ   | Англія   | Ентоні Саркевіч       |
| 11 | ПЗ   | Англія   | Оллі Кронкшоу         |
| 14 | ПЗ   | Англія   | Вілл Коллер           |

| №  | Поз. | Нац.              | Гравець          |
| -- | ---- | ----------------- | ---------------- |
| 15 | ЗХ   | Північна Ірландія | Раян Джонсон     |
| 16 | ЗХ   | Ірландія          | Джеймс Браун     |
| 17 | ПЗ   | Англія            | Раян Рідел       |
| 18 | ПЗ   | Англія            | Раян Кросдейл    |
| 19 | НП   | Англія            | Кайл Вуттон      |
| 20 | ПЗ   | Англія            | Елліот Ньюбі     |
| 21 | ПЗ   | Англія            | Майлз Гіпполіт   |
| 25 | ВР   | Чехія             | Вітезслав Ярош   |
| 29 | НП   | Англія            | Коннор Дженнінгс |
| 31 | ЗХ   | Уельс             | Джо Льюїс        |
| -  | ЗХ   | Англія            | Кріс Гассі       |

## Досягнення
- Віце-чемпіон D-3 (1): 1996
- Чемпіон D-4 (1): 1967
- Віце-чемпіон D-4 (1): 1991

## Відомі гравці
- Джордж Бест
- Енді Блек
- Пітер Бродбент
- Ешлі Вільямс
- Аза Гартфорд
- Дін Гендерсон
- Фрейзер Форстер
- Майк Саммербі
- Вейн Геннессі
- Дерек Ківан
- Едді Макголдрік
- Брюс Мюррей
- Джиммі Сеттл
- Ніл Франклін